# Acronema bellum
Acronema bellum là một loài thực vật có hoa trong họ Hoa tán. Loài này được (C.B.Clarke) P.K.Mukh. mô tả khoa học đầu tiên năm 1982.